# Helicia rengetiensis
Helicia rengetiensis là một loài thực vật có hoa trong họ Quắn hoa. Loài này được Masam. miêu tả khoa học đầu tiên năm 1951.